# 罗桑
罗桑（法語：Rosans，法語發音：[ʁozɑ̃]）是法国上阿尔卑斯省的一个市镇，位于该省西南部，属于加普区。

## 地名
该地名“Rosans”发音为[ʁozɑ̃]，末尾字母“s”不发音，《世界地名翻译大辞典》与《世界地名译名词典》将其误译作“罗桑斯”。

## 地理
罗桑（44°23'30"N, 5°28'12"E）面积30.39 平方千米，位于法国普罗旺斯-阿尔卑斯-蓝色海岸大区上阿尔卑斯省，该省份为法国东南部内陆省份，北起萨瓦省，西北接伊泽尔省，西南接德龙省，南至上普罗旺斯阿尔卑斯省，东北部与意大利接壤。
与罗桑接壤的市镇（或旧市镇、城区）包括：穆瓦当、圣安德烈德罗桑、科尔尼亚克、朗普、蒙费朗-拉法尔、波姆罗勒、韦尔克洛斯、瓦尔杜勒。
罗桑的时区为UTC+01:00、UTC+02:00（夏令时）。

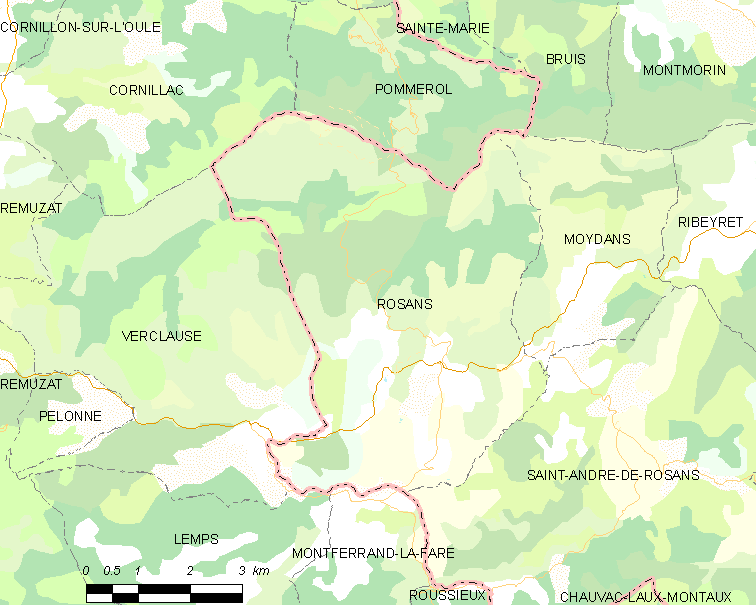
罗桑的OSM定位图

## 行政
罗桑的邮政编码为05150，INSEE市镇编码为05126。

## 政治
罗桑所属的省级选区为塞尔县。

## 人口

1962-2008年间罗桑人口变化图示

罗桑于2022年1月1日时的人口数量为496人。